# Марія Терезія Турн-унд-Таксіс (1794–1874)
Марія Терезія Турн-унд-Таксіс (нім. Maria Theresia von Thurn und Taxis), (нар. 6 липня 1794 — пом. 18 серпня 1874) — принцеса Турн-унд-Таксіс, донька 5-го князя Турн-унд-Таксіс Карла Александра та принцеси Мекленбург-Штреліцької Терези Матильди, дружина князя Пала Антала Естергазі де Галата.

## Біографія
Марія Терезія народилася 6 липня 1794 року у Регенсбурзі. Вона була третьою дитиною та другою донькою в родині спадкоємного принца Турн-унд-Таксіс Карла Александра та його дружини Терези Мекленбург-Штреліцької. Дівчинка мала старшого брата Георга Карла, який помер наступного року. Старша сестра Шарлотта пішла з життя ще до її народження. Згодом родина поповнилася ще чотирма дітьми, з яких вижило двоє.
Мешкало сімейство у Франкфурті-на-Майні. Головою родини був дід Марії Терезії — Карл Ансельм. Після його зречення у 1797 році всіх посад при дворі, родина перебралася до замку-абатства Святого Еммерама у Регенсбурзі на постійне місце проживання. У 1805 році батько успадкував титул князя Турн-унд-Таксіс.
У 1806 році землі Турн-унд-Таксісів були медіатизовані, а їхня родинна справа — поштарство — опинилася під загрозою. Активно намагалася відстоювати сімейні права матір дівчинки, Терезія Матильда, розумна та освічена жінка. 
У віці 17 років Марія Тереза була видана заміж за 26-річного угорського принца Пала Антала Естергазі, спадкоємця князя Міклоша II. Весілля відбулося у Регенсбурзі 18 червня 1812. У подружжя народилося троє дітей.
Її чоловік був дипломатом і брав участь у Віденському конгресі. Після смерті Міклоша II він успадкував титул князя Естергазі де Галата.
Шлюб не був особливо щасливим. Обидва мали коханців, проте турбувалися і про родинні зв'язки. Марія Тереза не нехтувала своїми обов'язками, і як господиня приймала відомих гостей у маєтках Естергазі. Також допомагала постраждалим від Наполеонівських воєн.
Померла у похилому віці у Відні, переживши чоловіка на вісім років.

## Родина

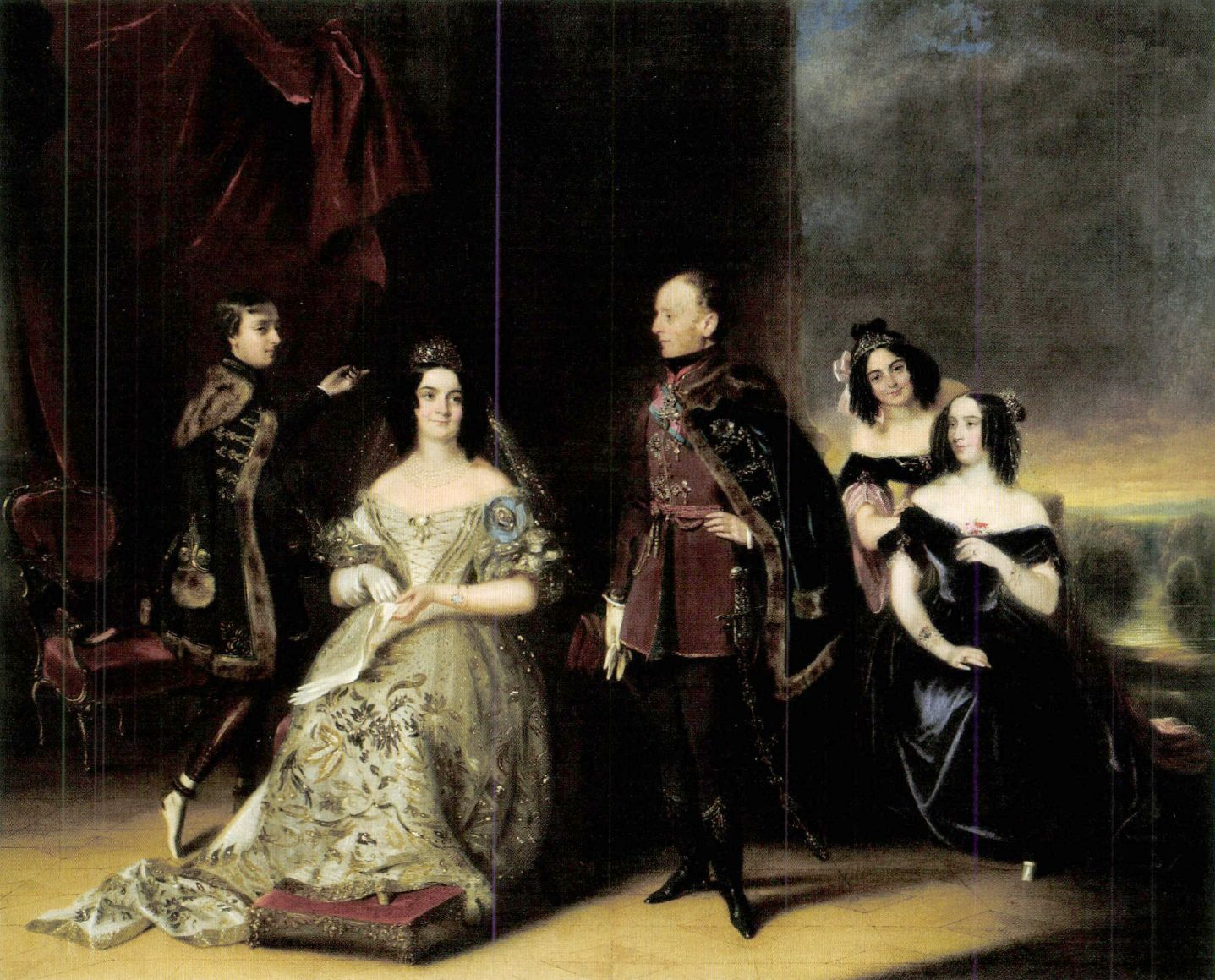
Марія Терезія з родиною

Чоловік — Пал Антал Естергазі де Галат
Діти:
- Марія Терезія (1813—1894) — дружина графа Фрідріха Чронінського;
- Терезія Роза (1815—1894) — дружина графа Карла Чавріані;
- Міклош Пал (1817—1894) — князь Естергазі де Галата, був одруженим із леді Сарою Чайлд-Вілльєрс, мав шестеро дітей.